# Septentrinna
Septentrinna là một chi nhện trong họ Corinnidae.

## Các loài
- Septentrinna bicalcarata (Simon, 1896) (type) – USA, Mexico
- Septentrinna paradoxa (F. O. Pickard-Cambridge, 1899) – Guatemala
- Septentrinna potosi Bonaldo, 2000 – Mexico
- Septentrinna retusa (F. O. Pickard-Cambridge, 1899) – Guatemala
- Septentrinna steckleri (Gertsch, 1936) – USA, Mexico
- Septentrinna yucatan Bonaldo, 2000 – Mexico